# Новотроицкий трамвай

Трамвайная система на карте города

Новотроицкий трамва́й — система трамвайного транспорта города Новотроицка, открытая 5 ноября 1956 года. Одна из двух трамвайных систем в Оренбургской области (вторая – в Орске). Эксплуатацией трамвайного хозяйства занимается Муниципальное унитарное предприятие «Новотроицкий Городской Транспорт».

## История и описание сети
Проектная организация «Гипрокоммундортранс» г. Москвы в июле 1954 года разрабатывает проект трамвайной линии трамвая Орско-Халиловского металлургического комбината 1‑й очереди строительства от остановки «Управление комбината» (КХЦ) в сторону города протяженностью 12 км в однопутном исчислении (район «Строительного техникума») и выдает типовой проект тяговой подстанции № 1 на 2РМНВ-1000 с привязкой к местности (район остановки «Пушкина»).

## Подвижной состав
- КТМ-5М3
- 71-605А
- 71-619КТ
- 71-608К
- 71-608КМ
- ЛМ-99АЭ
- 71-911ЕМ

## Маршруты

### Действующие маршруты
- № 1. Депо — КХП, временно обслуживает по пути маршрута №4 в связи с заменой рельс до остановки «КХП»
- № 2. Рынок — ФЛЦ
- № 3 Депо — Рынок
- № 4. Депо — ФЛЦ

### Недействующие маршруты
- № 5. Рынок — КХП